# 도쿠시마선
도쿠시마선(일본어: 徳島線)은 일본 도쿠시마현 미요시시에 있는 쓰쿠다역과 도쿠시마시의 사코역을 잇는 시코쿠 여객철도의 철도 노선(지방 교통선)이다.

## 노선 정보
- 관할 (사업 종별) : 시코쿠 여객철도 (제 1 종 철도사업자)
- 노선 거리 (영업 거리) : 67.5km
- 궤간 : 1067mm
- 역 수 : 24 (기종점역 포함)
  - 도쿠시마 현 소속 역으로 한정된 경우, 기점의 쓰쿠다 역(도산 선 소속)과 사코 역이 제외되어, 22역이 된다.
- 복선화 구간 : 없음 (전 구간 단선)
- 전철화 구간 : 없음 (전 구간 비 전철화)
- 폐색 방식 :
  - 단선 자동 폐색식 (쓰쿠다 역 - 쓰지 역 간)
  - 특수 자동 폐색식 (쓰지 역 - 사코 역 간)
- 최고속도 : 110km/h
- 지령소 : 다카마쓰 지령소

## 역 목록
| 노선명         | 역 번호 | 역명         | 일본어 역명 | 영업 거리 (km) | 누계 거리 (km) | 접속 노선                             | 소재지       | 소재지         |
| -------------- | ------- | ------------ | ----------- | -------------- | -------------- | ------------------------------------- | ------------ | -------------- |
| ※              | T 00    | 도쿠시마     | 徳島        | -              | 1.4            | 시코쿠 여객철도 무기 선               | 도쿠시마시   | 도쿠시마시     |
| 도 쿠 시 마 선 | B 01    | 사코         | 佐古        | 1.4            | 0.0            | 시코쿠 여객철도 고토쿠 선 · 나루토 선 | 도쿠시마시   | 도쿠시마시     |
| 도 쿠 시 마 선 | B 02    | 구라모토     | 蔵本        | 1.9            | 1.9            |                                       | 도쿠시마시   | 도쿠시마시     |
| 도 쿠 시 마 선 | B 03    | 아쿠이       | 鮎喰        | 1.1            | 3.0            |                                       | 도쿠시마시   | 도쿠시마시     |
| 도 쿠 시 마 선 | B 04    | 고           | 府中        | 2.2            | 5.2            |                                       | 도쿠시마시   | 도쿠시마시     |
| 도 쿠 시 마 선 | B 05    | 이시이       | 石井        | 3.7            | 8.9            |                                       | 묘자이군     | 이시이정       |
| 도 쿠 시 마 선 | B 06    | 시모우라     | 下浦        | 2.3            | 11.2           |                                       | 묘자이군     | 이시이정       |
| 도 쿠 시 마 선 | B 07    | 우시노시마   | 牛島        | 2.5            | 13.7           |                                       | 요시노가와시 | 요시노가와시   |
| 도 쿠 시 마 선 | B 08    | 오에즈카     | 麻植塚      | 2.0            | 15.7           |                                       | 요시노가와시 | 요시노가와시   |
| 도 쿠 시 마 선 | B 09    | 가모지마     | 鴨島        | 1.8            | 17.5           |                                       | 요시노가와시 | 요시노가와시   |
| 도 쿠 시 마 선 | B 10    | 니시오에     | 西麻植      | 1.9            | 19.4           |                                       | 요시노가와시 | 요시노가와시   |
| 도 쿠 시 마 선 | B 11    | 아와카와시마 | 阿波川島    | 1.9            | 21.3           |                                       | 요시노가와시 | 요시노가와시   |
| 도 쿠 시 마 선 | B 12    | 가쿠         | 学          | 3.5            | 24.8           |                                       | 요시노가와시 | 요시노가와시   |
| 도 쿠 시 마 선 | B 13    | 야마세       | 山瀬        | 2.8            | 27.6           |                                       | 요시노가와시 | 요시노가와시   |
| 도 쿠 시 마 선 | B 14    | 아와야마카와 | 阿波山川    | 2.2            | 29.8           |                                       | 요시노가와시 | 요시노가와시   |
| 도 쿠 시 마 선 | B 15    | 가와타       | 川田        | 2.9            | 32.7           |                                       | 요시노가와시 | 요시노가와시   |
| 도 쿠 시 마 선 | B 16    | 아나부키     | 穴吹        | 4.5            | 37.2           |                                       | 미마시       | 미마시         |
| 도 쿠 시 마 선 | B 17    | 오시마       | 小島        | 5.7            | 42.9           |                                       | 미마시       | 미마시         |
| 도 쿠 시 마 선 | B 18    | 사다미쓰     | 貞光        | 5.2            | 48.1           |                                       | 미마군       | 쓰루기정       |
| 도 쿠 시 마 선 | B 19    | 아와한다     | 阿波半田    | 2.2            | 50.3           |                                       | 미마군       | 쓰루기정       |
| 도 쿠 시 마 선 | B 20    | 에구치       | 江口        | 6.0            | 56.3           |                                       | 미요시군     | 히가시미요시정 |
| 도 쿠 시 마 선 | B 21    | 미카모       | 三加茂      | 2.5            | 58.8           |                                       | 미요시군     | 히가시미요시정 |
| 도 쿠 시 마 선 | B 22    | 아와카모     | 阿波加茂    | 2.1            | 60.9           |                                       | 미요시군     | 히가시미요시정 |
| 도 쿠 시 마 선 | B 23    | 쓰지         | 辻          | 5.1            | 66.0           |                                       | 미요시시     | 미요시시       |
| 도 쿠 시 마 선 | B 24    | 쓰쿠다       | 佃          | 1.5            | 67.5           | 시코쿠 여객철도 도산 선               | 미요시시     | 미요시시       |
| ※              | B 25    | 아와이케다   | 阿波池田    | 5.1            | 72.6           | 시코쿠 여객철도 도산 선 (고치 방면)   | 미요시시     | 미요시시       |

## 사용 차량
아래에 제시된 차량은 모두기동차이다.
- 키바 185계 - 특급 '켄잔'
- 1000형・1200형
- 1500형
- 키하 40형 키하 47형 - 아침의 도쿠시마 역 - 아나부키 역 간 1왕복만

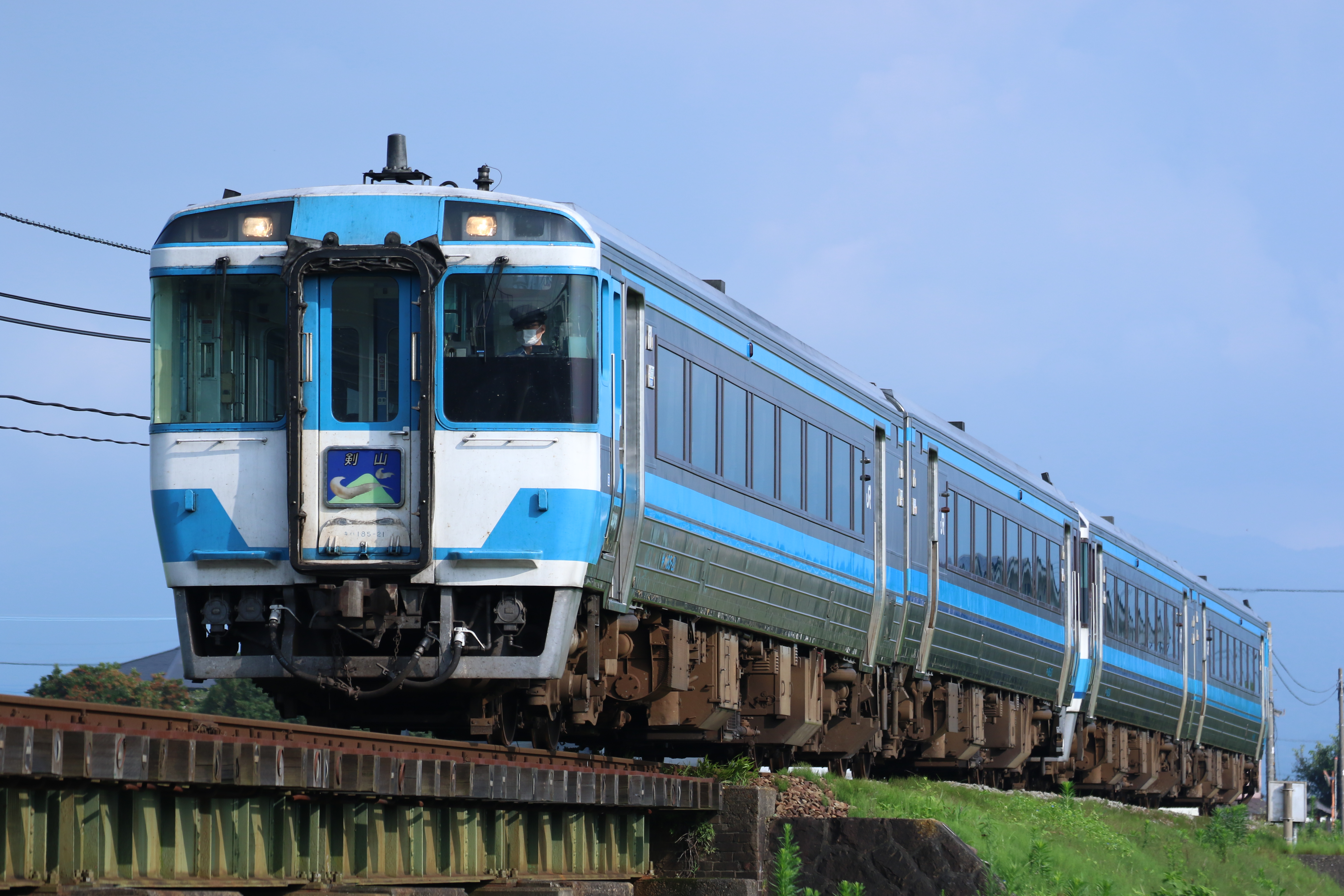
특급 [츠루기산]에서 사용되는 기하185계
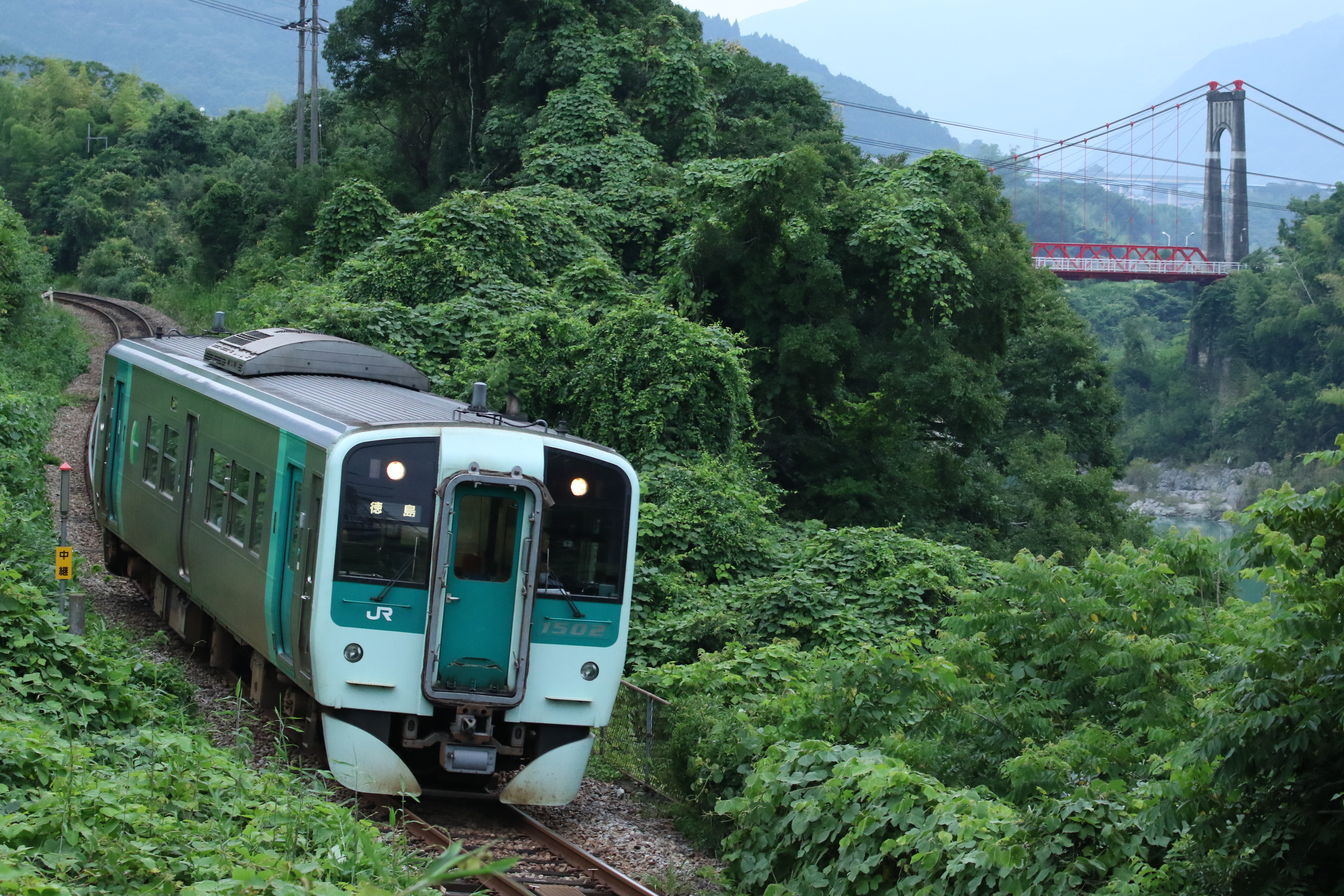
1500형（쓰지 역 - 아와카모 역 간）
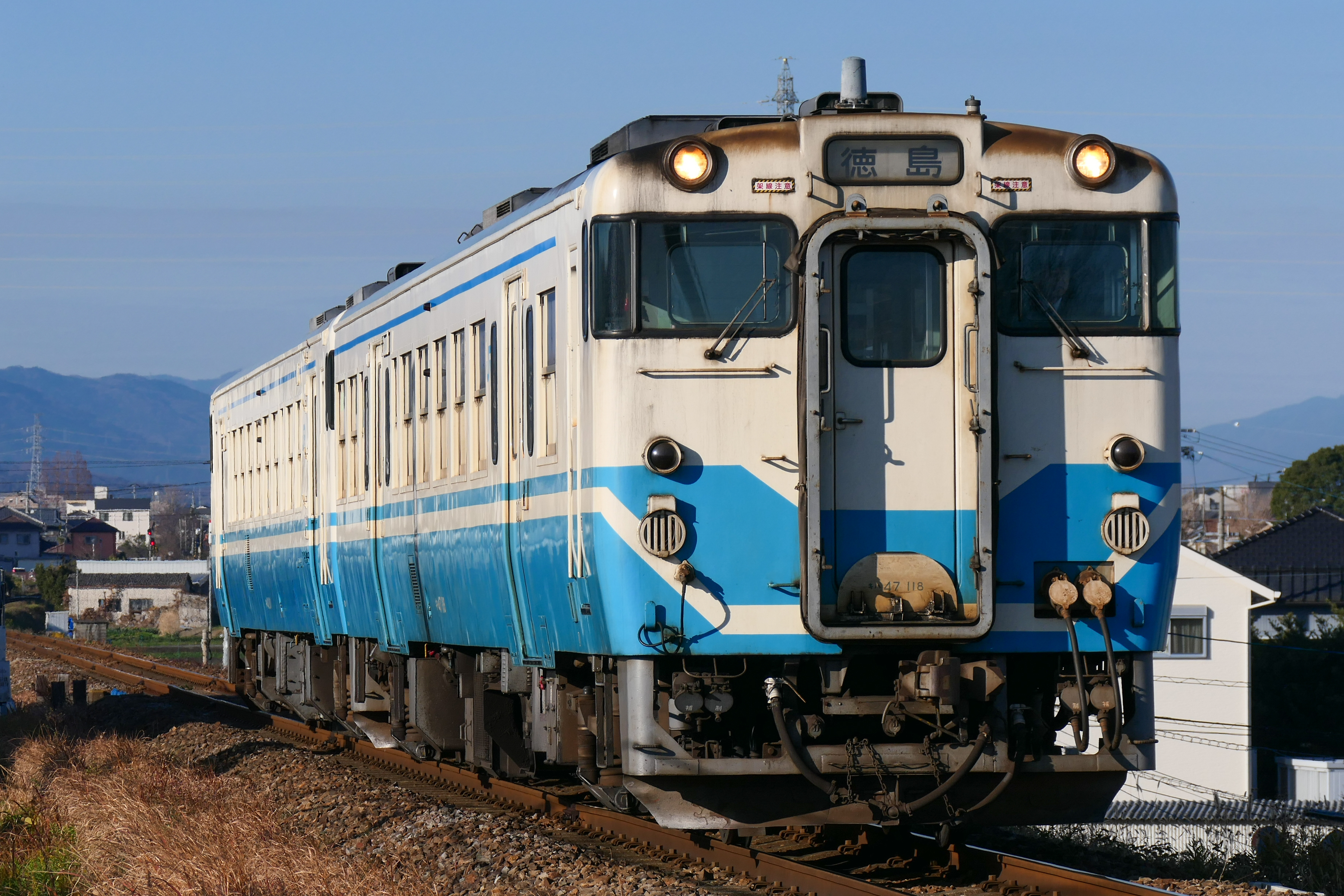
기하 40형 · 기하 47형 (후추 역 - 아유쿠로 역간)